# Lokusz
A lokusz (latin locus, a. m. ’hely’) vagy génhely a biológiában a gén vagy egyéb fontos szekvencia elfoglalt helyét jelenti a kromoszómán vagy a genetikai térképen.
A lokuszt a gén bármelyik allélja elfoglalhatja. Diploid vagy poliploid sejtek lehetnek homozigóták (egy adott lokuszon minden kromoszómán ugyanaz az allél van) vagy heterozigóták (egy adott lokuszon eltérő allélek vannak). A 6p21.3 például egy lokusz jelölése, mely a 6-os kromoszóma rövid karjának 21.3-as régiójában található. 
Megváltozásuk, mutációjuk révén nemcsak a gének, hanem a genomot alkotó más elemek (cisztronok, komplex gének) lokusza is megállapítható.